# Église de Mdhilla
L'église de Mdhilla, située dans la ville de Mdhilla en Tunisie, est une église catholique bâtie en 1952 à l'époque du protectorat français. Cédée au gouvernement tunisien au moment des nationalisations des compagnies minières, elle a été convertie en habitation.

## Paroisse de Redeyef pendant le protectorat
La découverte des gisements de phosphate par Philippe Thomas en 1886 dans les gorges de Selja est à l'origine de la création des villages miniers de Métlaoui, Moularès et Redeyef par la Compagnie des phosphates et des chemins de fer de Gafsa qui en a obtenu la concession. Le gisement de Mdhilla au sud de Gafsa n'est découvert que plus tard. Son exploitation est donc concédée en 1920 à la Société tunisienne de phosphates de djebel Mdhilla créée pour l'occasion.
L'exploitation du gisement nécessite la venue d'ouvriers maltais, italiens et espagnols. Pour pratiquer leur foi chrétienne, ils comptent sur le curé de Gafsa qui vient régulièrement dire la messe. Mais ce sont des mères de famille qui enseignent le catéchisme aux enfants du village, au nombre de 26 en 1924.
Le faible nombre de paroissiens explique qu'il faut attendre mars 1952 pour qu'une petite église soit bénie par l'archevêque de Carthage, Mgr Maurice Perrin. De style romano-gothique, elle est surmontée d'un clocher-arcade d'une extrême simplicité comme de nombreux autres petites églises tunisiennes et des arcs sont utilisés pour percer les ouvertures des murs extérieurs.

## Bâtiment après l'indépendance
La mine est peu touchée par les bouleversements causés par l'indépendance de la Tunisie. Il y a peu de fonctionnaires et le gisement est exploité par une compagnie privée. Cependant, la paroisse se vide peu à peu des Européens. En 1962, il en reste encore 142 — principalement Italiens — à Mdhilla mais 79 d'entre eux ont prévu de partir en l'espace de quelques mois. En 1966, la paroisse de Mdhilla est rattachée à celle de Gafsa en même temps que les autres paroisses minières de Moularès, Métlaoui et Redeyef. Il n'y a plus qu'un seul prêtre, l'abbé Neu, qui dessert chaque week-end les quatre paroisses minières.
Les mines sont finalement nationalisées ainsi que leur patrimoine immobilier et le personnel européen renvoyé. L'église de Mdhilla est convertie en habitation occupée par deux familles.